# Arquidiócesis de Yakarta
La arquidiócesis de Yakarta (en latín: Archidioecesis Giakartana y en indonesio: Keuskupan Agung Jakarta) es una circunscripción eclesiástica latina de la Iglesia católica en Indonesia, sede metropolitana de la provincia eclesiástica de Yakarta. La arquidiócesis tiene al arzobispo cardenal Ignatius Suharyo Hardjoatmodjo como su ordinario desde el 28 de junio de 2010. 

## Territorio y organización
La arquidiócesis tiene 10 775 km² y extiende su jurisdicción sobre los fieles católicos de rito latino residentes en la región especial de Yakarta, en las regencias de Bekasi (en la provincia de Java Occidental) y Tangerang y en los municipios de Tangerang y de Tangerang Selatan (los 3 en la provincia de Bantén).
La sede de la arquidiócesis se encuentra en la ciudad de Yakarta, en donde se halla la Catedral de Nuestra Señora de la Asunción.
En 2019 en la arquidiócesis existían 66 parroquias agrupadas en 8 decanatos.
La arquidiócesis tiene como sufragáneas a las diócesis de: Bandung y Bogor.

## Historia
En 1807 Luis Bonaparte se convirtió en rey de Holanda y el papa Pío VII dividió el territorio holandés de ultramar en tres distritos eclesiásticos, dos de los cuales en las Antillas y el tercero en las Indias Orientales, con sede en Batavia, el antiguo nombre de la actual Yakarta. En 1808 nombró al primer prefecto apostólico, pero la prefectura apostólica de Batavia fue erigida de facto recién en 1826, obteniendo el territorio de la prefectura apostólica de Borbón, también conocida como prefectura apostólica de los Mares del Sur.
El 3 de abril de 1841 la prefectura apostólica fue elevada a vicariato apostólico.
Posteriormente cedió porciones de su territorio en varias ocasiones para la erección de nuevas circunscripciones eclesiásticas:
- la prefectura apostólica de Labuán y Borneo (hoy arquidiócesis de Kota Kinabalu) el 4 de septiembre de 1855;
- la prefectura apostólica de Borneo Holandés (hoy arquidiócesis de Pontianak) el 11 de febrero de 1905 mediante el decreto Ut in multiplicibus de la Propaganda Fide;[1]
- la prefectura apostólica de Sumatra (hoy arquidiócesis de Medan) el 30 de junio de 1911 mediante el decreto Sumatram insulam de la Propaganda Fide;[2]
- la prefectura apostólica de las Islas Menores de Sonda (hoy arquidiócesis de Ende) el 16 de septiembre de 1913 mediante el decreto Ut in insulis de la Propaganda Fide,[3] a la que también cedió la isla de Flores el 20 de julio de 1914 mediante el decreto Insularum Sundae de la Congregación para la Evangelización de los Pueblos;[4]
- la prefectura apostólica de Célebes (hoy diócesis de Manado) el 19 de noviembre de 1919 mediante el breve Nobis supremum del papa Benedicto XV;[5]
- la prefectura apostólica de Malang (hoy diócesis de Malang) el 27 de abril de 1927 mediante el breve Nihil antiquius del papa Pío XI;[6]
- la prefectura apostólica de Surabaia (hoy diócesis de Surabaya) el 15 de febrero de 1928;
- la prefectura apostólica de Bandung (hoy diócesis de Bandung) el 20 de abril de 1932 mediante el breve Romanorum Pontificum del papa Pío XI;[7]
- la prefectura apostólica de Purwokerto (hoy diócesis de Purwokerto) el 25 de abril de 1932 mediante el breve Magna animi del papa Pío XI;[8]
- el vicariato apostólico de Semarang (hoy arquidiócesis de Semarang) el 25 de junio de 1940 mediante la bula Vetus de Batavia del papa Pío XII;[9]
- la prefectura apostólica de Sukabumi (hoy diócesis de Bogor) el 9 de diciembre de 1948 mediante la bula Quo in insula del papa Pío XII.[10]

El 7 de febrero de 1950 asumió el nombre de vicariato apostólico de Yakarta en virtud del decreto Cum recenti de la Congregación de Propaganda Fide.
El 3 de enero de 1961 el vicariato apostólico fue elevado al rango de arquidiócesis metropolitana con la bula Quod Christus del papa Juan XXIII.
El 22 de agosto de 1973 la arquidiócesis tomó su actual nombre en latín en virtud del decreto Cum propositum de la Congregación para la Evangelización de los Pueblos.

## Estadísticas
De acuerdo al Anuario Pontificio 2020 la arquidiócesis tenía a fines de 2019 un total de 511 891 fieles bautizados.
| Año                                                                             | Población            | Población  | Población      | Sacerdotes | Sacerdotes    | Sacerdotes    | Bautizados por sacerdote | Diáconos permanentes | Religiosos | Religiosos | Parroquias |
| Año                                                                             | Bautizados católicos | Total      | % de católicos | Total      | Clero secular | Clero regular | Bautizados por sacerdote | Diáconos permanentes | Varones    | Mujeres    | Parroquias |
| ------------------------------------------------------------------------------- | -------------------- | ---------- | -------------- | ---------- | ------------- | ------------- | ------------------------ | -------------------- | ---------- | ---------- | ---------- |
| 1950                                                                            | 29 379               | 3 500 000  | 0.8            | 57         | 1             | 56            | 515                      |                      | 54         | 256        | 12         |
| 1970                                                                            | 59 846               | 6 500 000  | 0.9            | 100        | 8             | 92            | 598                      |                      | 133        | 306        |            |
| 1980                                                                            | 148 034              | 7 545 421  | 2.0            | 133        | 8             | 125           | 1113                     | 1                    | 218        | 337        | 33         |
| 1990                                                                            | 288 052              | 10 233 300 | 2.8            | 168        | 27            | 141           | 1714                     |                      | 261        | 402        | 40         |
| 1998                                                                            | 374 777              | 10 579 800 | 3.5            | 229        | 30            | 199           | 1636                     |                      | 407        | 568        | 51         |
| 2002                                                                            | 411 036              | 11 279 332 | 3.6            | 277        | 45            | 232           | 1483                     |                      | 393        | 583        | 53         |
| 2013                                                                            | 481 655              | 12 751 000 | 3.8            | 345        | 65            | 280           | 1396                     |                      | 467        | 622        | 63         |
| 2016                                                                            | 499 485              | 19 090 000 | 2.6            | 328        | 66            | 262           | 1522                     |                      | 439        | 557        | 65         |
| 2019                                                                            | 511 891              | 19 795 950 | 2.6            | 358        | 89            | 269           | 1429                     |                      | 490        | 635        | 66         |
| Fuente: Catholic-Hierarchy, que a su vez toma los datos del Anuario Pontificio. |                      |            |                |            |               |               |                          |                      |            |            |            |

## Episcopologio
- Jacobus Nelissen † (1808-6 de diciembre de 1817 falleció)[15]
- Lambertus Prinsen † (1818-1830 renunció)[16]
- Johannes Scholten † (10 de septiembre de 1831-1842 renunció)[17]
- Jacobus Grooff † (20 de septiembre de 1842-19 de abril de 1852 falleció)
- Petrus Maria Vrancken † (19 de abril de 1852 por sucesión-28 de mayo de 1874 renunció)
- Adam Charles Claessens † (16 de junio de 1874-23 de mayo de 1893 renunció)
- Walterus Staal, S.I. † (23 de mayo de 1893-30 de junio de 1897 falleció)
- Edmondo Luypen, S.I. † (21 de mayo de 1898-2 de mayo de 1923 falleció)
- Antonius van Velsen, S.I. † (21 de enero de 1924-marzo de 1933 renunció)
- Peter Willekens, S.I. † (23 de julio de 1934-1952 renunció)
- Adrianus Djajasepoetra, S.I. † (18 de febrero de 1953-21 de mayo de 1970 renunció[18])
- Leo Soekoto, S.I. † (21 de mayo de 1970-30 de diciembre de 1995 falleció)
- Julius Riyadi Darmaatmadja, S.I. (11 de enero de 1996-28 de junio de 2010 retirado)
- Ignatius Suharyo Hardjoatmodjo, desde el 28 de junio de 2010